# نبرد ایم یوگوان
نبرد ایم یوگوان (یوها) (هانگول:임유관 전투)، (چینی سنتی:臨渝關)؛ در سال ۵۹۸ میلادی به عنوان بخشی از جنگ‌های گوگوریو–سویی انجام شد.
در سال ۵۹۷ میلادی تنش میان امپراتور وندی و پادشاه یونگ‌یانگ افزایش یافت. ژنرال کانگ ایشیک به پادشاه‌اش پیشنهاد کرد که به خاندان سویی حمله کند. پادشاه یونگ‌یانگ پذیرفت و خود ۱۰٫۰۰۰ ارتش مالگال را به همراه نیروهای بیشتری به فرماندهی کانگ ایشیک رهبری کرد.
در سال ۵۹۸، امپراتور وندی ارتشی متشکل از ۳۰۰٫۰۰۰ سرباز را برای دفاع از گذرگاه جمع آوری کرد. او ۲۰۰٫۰۰۰ سرباز به یانگ لیانگ که چهارمین پسر امپراتور وندی است و ۱۰۰٫۰۰۰ نیروی دریایی به ژو لوهو داد. همه حملات بعدی توسط گوگوریو به ایم یوگوان شکست خورد.
جنگی تمام عیار بین گوگوریو و سویی آغاز شد. کانگ ایشیک در نبردی قاطع وی چونگ، فرماندار یونگجو از سلسله سویی، را شکست داد. امپراتور وندی از سویی خشمگین شد و ارتش بزرگی متشکل از ۳۰۰٫۰۰۰ نفر را به یانگ یانگ (شاهزاده و فرمانده ارتش سویی) داد تا از گذرگاه ایمیو حرکت کنند و نیروی دریایی را به ژو لوهو سپرد. ژو لوهو شایعه‌ای پخش کرد مبنی بر اینکه او یک ناوگان را رهبری خواهد کرد و به پیونگ یانگ پیشروی خواهد کرد، اما کانگ ایشیک متوجه این حیله شد و ناوگانی را که به سمت رودخانه لیائو در حرکت بود، رهگیری و شکست داد. پس از آن، ارتش سویی ضمن دفاع از قلعه، درگیر یک جنگ فرسایشی شد، اما آذوقه آنها تمام شد و به دلیل فصل باران‌های موسمی، یک بیماری همه‌گیر شیوع یافت و آنها را مجبور به عقب‌نشینی کرد. گفته می‌شود که کانگ ایشیک آنها را تعقیب کرد و در ایمیو-گوان آنها را نابود کرد.
این دستاوردها تنها در شجره‌نامه خاندان جینجو کانگ و سوابق تاریخی بعدی مبتنی بر آن ثبت شده‌اند، در حالی که سایر سوابق تاریخی داخلی و خارجی تنها این واقعیت را ثبت کرده‌اند که گوگوریو با ۱۰٫۰۰۰ سرباز مالگال به لیائوژی حمله کرد و توسط وی چونگ، فرمانده کل یونگجو، دفع شد. به نظر می‌رسد اولین حمله سلسله سویی که پس از آن رخ داد، بدون هیچ درگیری خاصی تا مجاورت رودخانه لیائو پیشروی کرد، اما سپس به دلیل کمبود آذوقه، شیوع بیماری همه‌گیر و طوفان عقب‌نشینی کرد. شین چائه-هو ادعا کرد که این اسناد توسط طرف چینی تحریف شده‌اند تا شکست خود را پنهان کنند،این که چینی ها این نبرد را  تحریف کرده اند، تایید میشود زیرا ارتش سویی در جنگ اول به کلی نابود شد. و همینطور گفته خود چینی ها نیز نقص های زیادی دارد.